# GOS

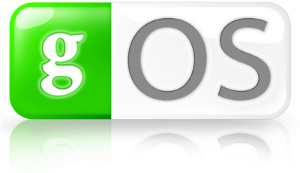
Logomarca

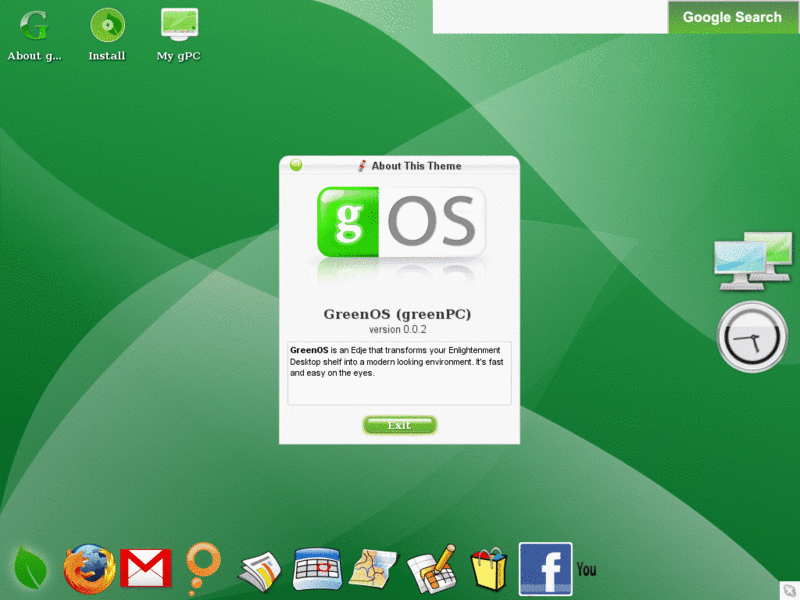
Screenshot

gOS ou good OS foi um sistema operativo para computadores baseado no Ubuntu que é construido sobre o núcleo GNU/Linux, desenvolvido pela Good OS LLC. Caracterizado por ter um forte conceito em Web 2.0 e computação em nuvem, tendo incorporado vários serviços online como o Google Apps e o Twitter unido a plataforma GNU/Linux.